# Жилцу
Жилцу (рум. Jilțu) — село у повіті Горж в Румунії. Адміністративно підпорядковане місту Турчень.
Село розташоване на відстані 217 км на захід від Бухареста, 39 км на південь від Тиргу-Жіу, 53 км на північний захід від Крайови.

## Населення
За даними перепису населення 2002 року у селі проживали 340 осіб, усі — румуни. Усі жителі села рідною мовою назвали румунську.